# Liste von Kirchen in Sankt Petersburg
Dieser Artikel enthält Sakralbauten von Sankt Petersburg und dessen Umgebung – geordnet nach der Konfession (russisch-orthodox, katholisch, evangelisch-lutherisch), nach der Größe / der Bedeutung (Kathedralen, Pfarrkirchen, Kapellen), nach dem Standort (allgemein in der Stadt / auf Friedhöfen oder in Klöstern) sowie nach Synagogen und Moscheen.
Im Jahre 1917 wurden rund 700 Kirchen gezählt, um 1990 waren es etwa 140, in den Jahren nach 1990 kamen zahlreiche neue Bauten hinzu oder wurden nach alten Plänen neu errichtet.

## Russisch-orthodoxe Kirchen

### Kathedralen
| Kirche                                         | Russischer Name                    | Bauzeit   | Standort                                       | Architekt                           | Bildvorschau | Bemerkung/ weitere Infos                                                                             |
| ---------------------------------------------- | ---------------------------------- | --------- | ---------------------------------------------- | ----------------------------------- | ------------ | --- |
| Andrejewski-Kathedrale                         | Андреевский собор                  | 1764–1786 | auf der Wassiljewski-Insel                     | Alexander Wist, Alexei Iwanow       |              | – |
| Christi-Auferstehungs-Kathedrale (Blutskirche) | Храм Воскресе́ния Христо́ва на Крови | 1883–1907 | am Moskowski-Prospekt am Gribojedow-Kanal      | Alfred Parland und Ignati Malyschew |              | – |
| Dreifaltigkeitskathedrale                      | Троице-Измайловский собор          | 1828–1835 | am Ismailowski-Prospekt / Dreifaltigkeitsplatz | Wassili Stassow                     |              | 2008 durch Brand beschädigt, später wiederhergestellt                                                |
| Erlöser-Kirche                                 | Спасо-Преображенский собор         | 1827–1829 | am Litejny-Prospekt / Preobrashenski-Platz;    | Wassili Stassow                     |              | – |
| Feodorowski-Kathedrale                         | Феодоровский собор                 | 1910–1920 | an der Mirgorodskaja ul.                       | Stepan Kritschinski                 |              | erster Stahlbetonbau; 1933 abgetragen; Zwischen 2010 und 2013 erfolgte ein Totalneubau (siehe Foto). |
| Fürst-Wladimir-Kathedrale                      | Князь-Владимирский собор           | 1783–1787 | an der Blochina-Straße                         | Iwan Starow                         |              | russischer Barockstil und Glockenturm (1783) im frühklassizistischen Stil                            |
| Isaakskathedrale                               | Исаакиевский собор                 | 1818–1858 | am Isaaks-Platz                                | Montferrand                         |              | – |
| Kasaner Kathedrale                             | Казанский кафедральный собор       | 1801–1811 | am Kasaner Plat / Newski-Prospekt              | Andrei Woronichin                   |              | – |
| Kreuzigungskirche                              | Крестовоздвиженский собор          | 1739–1751 | am Ligowski Prospekt                           | Jegor Dimmert                       |              | Barock. Seit dem Jahr 2000 hat sie den Status einer Kathedrale.                                      |
| Nikolaus-(Nikolski-) Marine-Kathedrale         | Никольский морской собор           | 1753–1762 | an der ul. Sadowaja / Nikolski-Platz           | Sawwa Tschewakinski                 |              | – |
| Nikolaus-(Nikolski-) Marine-Kathedrale         | Морской Никольский собор           | 1902–1913 | auf Kronstadt am Jakornaja-Platz               | Wassili Kossjakow                   |              | – |
| Peter-und-Paul-Kathedrale                      | Петропавловский собор              | 1712–1732 | in der gleichnamigen Festung                   | Domenico Trezzini                   |              | mit angebauter Fürsten-Begräbniskapelle / Великокняжеской усыпальницей                               |
| Peter-und-Paul-Kathedrale                      | Собор Петра и Павла (Петергоф)     | 1895–1904 | im Ort Peterhof                                | Nikolai Sultanow                    |              | – |
| Samson-Kathedrale                              | Сампсониевский собор               | 1725–1733 | am Großen Samson-Prospekt                      | Domenico Trezzini                   |              | – |
| Smolny-Kathedrale                              | Смольный собор                     | 1748–1769 | im Smolny-Kloster am Rastrelli-Platz           | Bartolomeo Rastrelli                |              | – |
| Sophienkathedrale                              | Софийский (Вознесенский) собор     | 1782–1788 | in Puschkin bei St. Petersburg                 | Charles Cameron, Iwan Starow        |              | Glockenturm (1903–1904); Architekt Leonti Benua                                                      |
| St.-Elias-Kathedrale                           | Храм Святого Илии Пророка          | 1782–1785 | an der Revolutions-Chaussee                    | Nikolai Lwow                        |              | – |
| Wladimir-Kathedrale                            | Владимирский собор                 | 1761–1783 | am Wladimir-Prospekt / Wladimir-Platz          | unbekannt                           |              | – |

### Pfarrkirchen
| Kirche                                                                          | Russischer Name                                             | Bauzeit   | Standort                                                  | Architekt                                     | Bildvorschau | Bemerkung/ weitere Infos |
| ------------------------------------------------------------------------------- | ----------------------------------------------------------- | --------- | --------------------------------------------------------- | --------------------------------------------- | ------------ | --- |
| Auferstehungskirche                                                             | Храм Воскресения Христова у Варшавского вокзала             | 1904–1908 | am Warschauer Bahnhof / Warschauer Platz am Obwodni-Kanal | Hermann Grimm, Gustav von Holy, Andrei Gun    |              | – |
| Bekennende Kirche                                                               | Знаменская церковь                                          | 1734–1747 | im Ort Zarskoe Selo, Sadowaja ul.                         |                                               |              | |
| Bogojawlenski-Kirche                                                            | Богоявленская церковь                                       | 1889–1899 | Dwinskaja ul. am Seehafen                                 | Wassili Kossjakow                             |              | – |
| Christi-Geburtskirche                                                           | Церковь Рождества Христова                                  | 1999–2008 | an der Moskauer Chaussee                                  | A. Lebedew                                    | –            | – |
| Christi-Geburtskirche                                                           | Церковь Рождества Христова                                  | 2005–2007 | im „Glücksparkgelände“, ul. Kollontai                     | A. Lebedew                                    |              | – |
| Kirche zu Christi Verklärung                                                    | Церковь во имя Преображения Господня на Аптекарском острове | 1840–1845 | auf der Apothekerinsel                                    | K. Thon                                       | –            | in den 1930er-Jahren profaniert und stark verändert |
| Dreifaltigkeitskirche „Kulitsch und Pas'cha“                                    | Троицкая церковь «Кулич и Пасха»                            | 1785–1790 | am Obuchowski-Oborony-Prospekt                            | Nikolai Lwow                                  |              | – |
| Drei-Heiligen-Kirche auch St. Barbara-Kirche                                    | Церковь Трёх Святителей                                     | 1740–1760 | auf der Wassiljewski-Insel                                | Giuseppe Trezzini                             | –            | Die Kirche ist den drei Heiligen Basilius der Große, Gregor der Theologe und Johannes Chrysostomus geweiht. |
| Heilig-Geist-Kirche                                                             | Конюшенная церковь / Церковь Спаса Нерукотворного           | 1816–1823 | Konjuschennaja-Platz                                      | Wassili Stassow                               |              | – |
| Josef-Belgorod-Kirche                                                           | Церковь Иоасафа Белгородского                               | 1995–2000 | im Ort Pargolowo, Leninstraße 6                           | A. A. Petrow                                  | –            | Das Kirchengebäude im neorussischen Stil entstand als kleiner hölzerner Sakralbau gegenüber dem historischen Standort der Vorgängerkirche. Das frühere Gotteshaus wurde 1937 geschlossen und während des Großen Vaterländischen Krieges, 1941, zerstört. An dessen Stelle wurde nach Kriegsende eine Fabrik erbaut. – Die Kirche trägt ihren Namen nach dem Mönch und Bischof Josef von Belgorod (Gorlenko) (1705–1754), der 1911 heilig gesprochen worden war. |
| Kirche der Geburt von Johannes dem Täufer                                       | Церковь Рождества Иоанна Предтечи                           | 1776–1778 | auf der Kamenny-Insel                                     | Juri Felten                                   |              | – |
| Kirche der Ikone der Gottesmutter „Aller Trauernden Freude“                     | Церковь иконы Божией Матери «Всех скорбящих Радость»        | 1817–1818 | Spalernoi ul.                                             | Luigi Ruska                                   |              | – |
| Kirche der Ikone der Gottesmutter „Brennender Dornbusch“ („Neopalimaja Kupina“) | Церковь иконы Божией Матери «Неопалимая Купина»             | 2002–2004 | am Lesnoi-Prospekt                                        | –                                             | –            | |
| Kirche des Heiligen Isidor                                                      | Свято-Исидоровская церковь                                  | 1903–1907 | am Rimski-Korsakow-Prospekt                               | Alexander Poleschuk                           |              | – |
| Kirche des Heiligen Sergei                                                      | Церковь Сергия Радонежского                                 | 1998–2001 | Moskauer Chaussee                                         | –                                             | –            | |
| Kirche des Kronstädter Johannes                                                 | Церковь Иоанна Кронштадтского                               | 1999–2002 | am Kronstädter Platz                                      | I. Knjasew                                    | –            | – |
| Kirche des Metropoliten Peter                                                   | Церковь Петра Митрополита                                   | 1991–2001 | im Ort Uljanka, ul. Ljoni Golikowa                        | –                                             | –            | |
| Kirche des Metropoliten Peter                                                   | Церковь Петра Митрополита                                   | –         | an der Romenski ul.                                       | –                                             | –            | – |
| Kirche Dmitri Solunski                                                          | Церковь Димитрия Солунского                                 | 1906      | an der Nikitinskaja ul.                                   | Alexander Wsjeslawin                          |              | – |
| Kirche im Namen der Erhaltung Unserer Mutter                                    | Церковь во имя Державной иконы Божией Матери                | 1995–2007 | –                                                         | B. Bogdanowitsch                              |              | – |
| Mariä-Himmelfahrtskirche                                                        | Успенская церковь                                           | 1996–1999 | Maloochtinski-Prospekt                                    | F. Romanowski, J. Grusdew                     |              | – |
| Peter-und-Paul-Kirche                                                           | Церковь Петра и Павла                                       | 1831–1846 | im Schuwalow-Park                                         | Alexander Brjullow                            |              | – |
| Schutzkirche                                                                    | Покровская церковь                                          | 1913      | im Gelände des Polytechnikums                             | Ing. I. Padpewski                             |              | – |
| St.-Georgs-Kirche                                                               | Церковь Георгия Победоносца                                 | 1993–1995 | an der Moskauer Chaussee                                  | S. Ljubimow, P. Sylow                         | –            | – |
| St.-Georgs-Kirche                                                               | Церковь Георгия Победоносца                                 | 1997–2004 | im Ort Kuptschino, am Siegesprospekt                      | I. Solodownikow, I. Kuminow; Ing. K. Torschin | –            | – |
| St.-Katharinen-Kirche                                                           | Церковь Святой Екатерины                                    | 1811–1823 | auf der Wassiljewski-Insel                                | A. Michailow II.                              |              | [ 4 ] |
| St.-Katharinen-Kirche                                                           | Церковь Святой Екатерины                                    | 1786–1790 | im Ort Murino                                             | Alexander Lwow                                | –            | – |
| St.-Pantaleon-Kirche                                                            | Пантелеимоновская церковь                                   | 1734–1739 | ul. Pestelja                                              | I. Schumacher, I. Korobow                     |              | – |
| Bekennende Kirche                                                               | Знаменская церковь                                          | 1734–1747 | im Ort Zarskoe Selo, Sadowaja ul.                         | Iwan Blank, Michail Semzow                    | –            | – |
| Tschesme-Kirche                                                                 | Церковь Рождества Иоанна Предтечи (Чесменская)              | 1777–1780 | ul. Lensowjet                                             | J. Felten                                     |              | zur Erinnerung an den Sieg über die Türkei |
| Verkündigungs-Kirche                                                            | Благовещенская церковь                                      | 1750–1763 | auf der Wassiljewski-Insel                                | –                                             |              | |
| Verkündigungs-Kirche                                                            | Благовещенская церковь                                      | 1805–1809 | im Stadtteil Primorsko                                    | W. Motschulki                                 |              | – |
| Verkündigungs-Kirche                                                            | Благовещенская Пискарёвская церковь                         | 1999–2002 | am Piskarjewski-Prospekt                                  | (Architektin) W. Sapewskaja                   | –            | – |

### Kirchengebäude und Kapellen auf Friedhöfen
| Kirche                          | Russischer Name                                   | Bauzeit   | Standort                                                | Architekt                 | Bildvorschau | Bemerkung/ weitere Infos |
| ------------------------------- | ------------------------------------------------- | --------- | ------------------------------------------------------- | ------------------------- | ------------ | ------------------------ |
| Alexander-Newski-Kirche         | Церковь Александра Невского                       | 1885–1886 | auf dem Schuwalowo-Friedhof, Vyborger Chaussee          | K. Kusmin                 | –            | –                        |
| Auferstehungskirche             | Воскресенская церковь                             | 1901–1903 | auf dem Smolensker orthodoxen Friedhof, Kamskaja ul.    | Iwan Aristarchow          |              | –                        |
| Dreifaltigkeitskapelle          | Троицкая часовня                                  | 2001–2002 | auf dem Smolensker orthodoxen Friedhof, Kamskaja ul.    | Sergei Samussenko         |              | –                        |
| Kapelle von Xenia der Gerechten | Часовня Ксении Блаженной                          | 1902      | auf dem Smolensker orthodoxen Friedhof, Kamskaja ul.    | Alexander Wsespawin       |              | –                        |
| Kasaner Kirche                  | Казанская церковь                                 | 2000–2001 | auf dem Krasnenskoe-Friedhof, Prospekt Statschek        | Wjatscheslaw Charitonenko |              | –                        |
| Kirche des Heiligen Hiob        | Церковь Святого Иова (Крюковская)                 | 1885–1887 | auf dem Wolkowski-Friedhof, Kamtschatskaja ul.          | Iwan Aristarchow          |              | –                        |
| Kirche des Lichtengels Seraphim | Церковь Серафима Саровского                       | 1906–1907 | auf dem Seraphimer Friedhof, Serebrjakow-Gasse          | Nikolai Nikonow           |              | –                        |
| Kirche des Wundertäters Nikolai | Церковь Николая Чудотворца (Никоновская)          | 1812–1814 | auf dem Bolscheochtinski-Friedhof, Prospekt Metaphistow | –                         |              | –                        |
| Kirche von Johannes dem Täufer  | Церковь Иоанна Богослова                          | 2000      | auf dem Bogoslowski-Friedhof, Metschnikow-Propekt       | –                         | –            | –                        |
| Pargolowski-Erlöser-Kirche      | Церковь Спаса Нерукотворного (Спасо-Парголовская) | 1876–1880 | auf dem Schuwalowski-Friedhof, Vyborger Chaussee        | K. Kusmin                 | –            | –                        |
| Smolensker Kirche               | Смоленская церковь                                | 1786–1790 | auf dem Smolensker orthodoxen Friedhof, Kamskaja ul.    | Alexei Iwanow             | Bild         | –                        |

### Kapellen
| Kirche                                                                         | Russischer Name                                                    | Bauzeit   | Standort                                                                  | Architekt                     | Bildvorschau | Bemerkung/ weitere Infos                                                                                                 |
| ------------------------------------------------------------------------------ | ------------------------------------------------------------------ | --------- | ------------------------------------------------------------------------- | ----------------------------- | ------------ | --- |
| Alexander-Newski-Kapelle                                                       | Часовня Александра Невского                                        | 1883/1885 | im Ort Kolomjaga                                                          | F. von Pirwitza               |              | – |
| Kapelle der Auferstehung des Andrei                                            | Часовня Андрея Первозванного                                       | –         | –                                                                         | –                             | –            | |
| Kapelle der „Aufrichtung des Ehrenkreuzes“ für Elena Zarizy (?)                | Часовня Воздвижения Честного Креста Господня и Елены Царицы        | –         | am Tschudnowski-Krankenhaus                                               | –                             | –            | – |
| Kapelle des Josef, Bischof von Belgorod                                        | Часовня Иоасафа, епископа Белгородского                            | –         | am Kinderkrankenhaus                                                      | –                             | –            | – |
| Malteserkirche zum Hl. Johannes von Jerusalem, ursprünglich römisch-katholisch | –                                                                  | 1798–1800 | auf dem Gelände des Woronzow-Palastes in der Sadowaja ul. (Militärschule) | Giacomo Quarenghi (1744–1817) |              | (russisch-klassizistischer Baustil) Altarbild von A. I. Scharlemani; Kapelle 1833 und 1980 restauriert; nicht zugänglich |
| Kapelle der Ikone der Gottesmutter „Aller traurigen Freuden“                   | Часовня Иконы Божией Матери Всех Скорбящих Радость                 | –         | am Refektorium des Waalamski-Klosters                                     | –                             |              | – |
| Kapelle des Wundertäters Nikolai                                               | Часовня Николая Чудотворца (Спас-на-Водах)                         | –         | am Englischen Ufer                                                        | –                             | Bild         | – |
| Kapelle des Wundertäters Nikolai                                               | Часовня Николая Чудотворца при подворье Введено-Оятского монастыря | –         | auf dem Gelände des Kaschinski-Sretenski-Klosters, Stadt Kaschina         | –                             | –            | |

### Kirchen in Klöstern
| Kirche                     | Russischer Name                                            | Bauzeit   | Standort                                                    | Architekt               | Bildvorschau | Bemerkung/ weitere Infos |
| -------------------------- | ---------------------------------------------------------- | --------- | ----------------------------------------------------------- | ----------------------- | ------------ | ------------------------ |
| Auferstehungskirche        | Воскресенский собор Воскресенского Новодевичьего монастыря | 1849–1861 | auf dem Nowodewitschi-Kloster-Gelände am Moskowski-Prospekt | N. Jefimow, N. Sytschew |              | –                        |
| Dreifaltigkeits-Kathedrale | Троицкий собор Александро-Невской лавры                    | 1710      | im Alexander-Newski-Kloster am Alexander-Newski-Platz       | –                       |              | [ 6 ]                    |

### Hofkirchen
| Kirche                                                         | Russischer Name                                                   | Bauzeit   | Standort                                     | Architekt       | Bildvorschau | Bemerkung/ weitere Infos                      |
| -------------------------------------------------------------- | ----------------------------------------------------------------- | --------- | -------------------------------------------- | --------------- | ------------ | --------------------------------------------- |
| Kasaner Kirche                                                 | Казанская церковь                                                 | –         | am Walaam-Kloster                            | –               | –            |                                               |
| Kirche der Heiligen Märtyrer Wera, Nadeshda, Ljubowa und Sofia | Церковь Святых мучениц Веры, Надежды, Любови и матери их Софии    | 1756–     | am Statschek-Prospekt                        | Valin Delamotte |              | weiße Steinkirche; 1992–1993 Totalrenovierung |
| Mariä-Himmelfahrts-Kirche                                      | церковь Успения Пресвятой Богородицы при подворье Оптиной пустыни | 1895–1897 | Wassiljewski-Insel, Leutnant-Schmidt-Damm 27 | –               | –            | –                                             |

### Nicht mehr existierende Kathedralen und Kirchen
| Kirche | Russischer Name                                                                     | Bauzeit   | Standort                                   | Architekt                                                    | Bildvorschau | Bemerkung/ weitere Infos                          |
| --- | ----------------------------------------------------------------------------------- | --------- | ------------------------------------------ | ------------------------------------------------------------ | ------------ | ------------------------------------------------- |
| Znamenski-Bekennerkirche                                                                                        | Церковь Входа Господня во Иерусалим                                                 | 1794–1804 | Znamenskaja-Platz                          | F. I. Demertzow                                              |              | 1941 zerstört                                     |
| Griechische Kirche des Dmitri Solunski                                                                          | Церковь великомученика Димитрия Солунского                                          | 1861–1865 | am Griechischen Platz                      | Roman I. Kuzmin                                              |              | 1962 beim Bau des Konzertsaals Oktober abgerissen |
| Kirche der Mariä Himmelfahrt und der Jungfrau Maria                                                             | Церковь во имя Успения Пресвятой Богородицы                                         | 1753–1765 | Sennaja Platz                              | Alexei Wassiljewitsch Kwasow                                 |              | 1961 abgerissen                                   |
| Kathedrale des Heiligen Sergei                                                                                  | Собор преподобного Сергия Радонежского всей артиллерии                              | 1796–1800 | Litejnschi Prospekt 6                      | F. I. Demertzow                                              |              | 1934 teilweise abgerissen und umgebaut            |
| Kirche der Heiligen Boris und Gleb                                                                              | Церковь святых благоверных князей Бориса и Глеба                                    | 1869–1882 | am Synopski Ufer                           | Michail Arefjewitsch Schtschurupow                           |              | 1975 abgerissen                                   |
| Kirche der Heiligen Andreas                                                                                     | Церковь Андрея Блаженного при Доме призрения                                        | 1871–1877 | Komsomol Straße 4                          | K. Vergeim                                                   |              | 1922 abgerissen                                   |
| Kirche der Auferstehung Christi und des Heiligen Michael                                                        | Церковь во имя Воскресения Христова и св. Михаила Архангела                         | 1847–1859 | Kolomna-Viertel                            | N. Jefimow, A. Schewtzow, W. Nebolzin, F. Ruska, K. Majewski |              | 1932 abgetragen                                   |
| Kirche der Heiligen Dreifaltigkeit und der Gesellschaft zur Förderung der religiösen und moralischen Aufklärung | Церковь Святой Троицы Общества распространения религиозно-нравственного просвещения | 1890–1893 | Maratstraße 5                              | N. Nikonow                                                   |              | 1966 abgerissen                                   |
| Verkündigungskirche der Heiligen Jungfrau Maria                                                                 | Благовещенская церковь                                                              | 1844–1849 | Blagowestschenski-Platz / Platz der Arbeit | K. A. Thon                                                   |              | 1929 zerstört                                     |
| Wladimir-Kirche                                                                                                 | Владимирская церковь при Орлово-Новосильцевском благотворительном заведении         | 1834–1838 | Noworossijsker Straße                      | J. I. Charlemagne                                            |              | 1932 gesprengt                                    |
| Wedenski-Kathedrale des Semenowski-Regiments der Leibgarde                                                      | Собор введения во Храм Пресвятой Божией Матери лейб-гвардии Семёновского полка      | 1836–1842 | -                                          | K. Thon; A. Rossi, L. Benua, K. Meisner                      |              | 1933 abgerissen                                   |
| Wedenski-Zeremonien -Kathedrale                                                                                 | Храм Введения во Храм Пресвятой Богородицы                                          | 1793–1810 | Wedenski-Straße, Puschkarski-Garten        | I. M. Leim                                                   |              | 1932 abgerissen                                   |

## Katholische Kirchen
| Kirche                                         | Russischer Name                                 | Bauzeit   | Standort                             | Architekt                               | Bildvorschau | Bemerkung/ weitere Infos      |
| ---------------------------------------------- | ----------------------------------------------- | --------- | ------------------------------------ | --------------------------------------- | ------------ | ----------------------------- |
| Kirche der Heiligen Alexandrinischen Katharina | Католическая церковь Святой Екатерины           | 1738–1783 | am Newski-Prospekt                   | Domenico Trezzini, J. Ballein-Delamotte |              | [ 7 ]                         |
| Kirche der Gottesmutter von Lourdes            | Храм Лурдской Божией Матери                     | 1909      | Kowenski-Gasse                       | L. Benois, M. Peretjatkowitsch          |              | 1940 bis 1960 Grunderneuerung |
| Kirche des Heiligen Stanislaus                 | Храм Святого Станислава                         | 1823–1825 | Straße der Schriftstellervereinigung | David Visconti                          |              | 1935–1996 geschlossen         |
| Mariä-Himmelfahrt-Kathedrale                   | Собор Успения Пресвятой Девы Марии              | 1870–1873 | Straße der Roten Armee               | E. Worotilow                            |              | [ 9 ]                         |
| Herz-Jesu-Kirche                               | Церковь Святейшего Сердца Иисуса                | 1907–1917 | ul. Babuschkina                      | –                                       |              | –                             |
| Kapelle der Heiligen Elisabeth von Thüringen   | Часовня святой Елизаветы Тюрингской             | –         | an der ul. Rjabinoi                  | –                                       | –            | –                             |
| St.-Mariä-Heimsuchung-Kirche                   | Храм Посещения Пресвятой Девой Марией Елизаветы | 1856–1879 | Mineralnaja ul.                      | –                                       |              | Wiederaufbau ab 2005          |

## Protestantische Kirchen
| Kirche                                                           | Russischer Name                                | Bauzeit               | Standort                                  | Architekt                                          | Bildvorschau | Bemerkung/ weitere Infos |
| ---------------------------------------------------------------- | ---------------------------------------------- | --------------------- | ----------------------------------------- | -------------------------------------------------- | ------------ | --- |
| Anglikanische Kirche                                             | Англиканская церковь Иисуса Христа             | 1814–1815             | am Englischen Ufer 56                     | –                                                  |              | – |
| Anglo-amerikanische Kirche „Jesus Christus“                      | Англо-американская церковь Иисуса Христа       | –                     | ul. Jakubowitsch 16                       | –                                                  | –            | - |
| Anglo-amerikanische Kirche „Jesus Christus“                      | Англо-американская церковь Иисуса Христа       | –                     | Prospekt der Obuchowski-Verteidigung 127А | –                                                  | –            | - |
| Deutsche Reformierte Kirche                                      | Немецкая реформатская церковь                  | –                     | an der Morskaja ul. 58                    | –                                                  |              | – |
| Estnische Johanniskirche                                         | Церковь святого Иоанна                         | 1859–1860             | in der Dekabristenstraße                  | –                                                  |              | 1930 geschlossen; Verringerung der Höhe des Glockenturms; von einem Klub genutzt; 1993 wieder aktiviert und zwischen 1997 und 2000 rekonstruiert |
| Finnische Kirche der Heiligen Maria                              | Финская церковь Святой Марии                   | 1803–1805             | an der Großen Konjuschnaja ul.            | –                                                  |              | 1890 unter dem Arch. L. Benua umgebaut |
| Französische Reformierte Kirche                                  | Французская реформатская церковь               | –                     | an der ul. Wostanija                      | –                                                  | –            | – |
| Gebetshaus der Christen evangelischen Glaubens                   | Дом Молитвы Христиан Веры Евангельской         | –                     | –                                         | –                                                  | –            | |
| Holländische reformierte Kirche                                  | Голландская реформатская церковь               | –                     | Newski-Prospekt 20                        | –                                                  |              | – |
| Kirche der evangelischen Christen (Baptisten)                    | Церковь Евангельских Христиан Баптистов        | –                     | –                                         | –                                                  | –            | – |
| Kirche der evangelischen Christen im Geist der Apostel           | Церковь Евангельских Христиан в духе Апостолов | –                     | –                                         | –                                                  | –            | – |
| Lutherische Kirche der Heiligen Peter und Paul/ St. Petri-Kirche | Лютеранская церковь Святых Петра и Павла       | 1728–1730 / 1833–1838 | Newski-Prospekt 22–24                     | Burkhard Christoph von Münnich / Alexander Brüllow | St. Petri    | neoromanischer Stil, 1937 geschlossen, von 1962 bis etwa 1992 als Schwimmhalle genutzt                                                           |
| Lutherische Kirche des Heiligen Michael                          | Лютеранская церковь Святого Михаила            | 1871–1876             | auf der Wassiljewski-Insel                | –                                                  | –            | |
| Schwedische St.-Katharinen-Kirche                                | Церковь святой Екатерины (шведский приход)     | 1767; 1885            | in der Kleinen Konjuschennaja ul.         | J. Felten (1767); Carl Andersson (1885)            |              | |
| St.-Anna-Kirche                                                  | Церковь Святой Анны                            | 1735–1740             | Kirotschnaja ul.                          | Peter Eropkin, J. Felten (Umbau 1775–1779)         |              | – |
| St.-Katharinen-Kirche                                            | Церковь святой Екатерины                       | 1768–1771             | am Großen Prospekt der Wassiljewski-Insel | J. Felten                                          |              | 1852, 1895 und 1902/03 mehrfach umgebaut |
| St.-Michael-Kirche                                               | Церковь святого Михаила                        | 1731-                 | auf der Wassiljewski-Insel                | –                                                  | –            | 1842 auf den Heiligen Michael geweiht; 1871–1876 durch einen Neubau ersetzt: Arch. R. Bernhard; 2002 umfassend rekonstruiert                     |

## Sakralbauten anderer Konfessionen
| Kirche                               | Russischer Name                                               | Bauzeit   | Standort                                         | Architekt                                            | Bildvorschau | Bemerkung/ weitere Infos                                                    |
| ------------------------------------ | ------------------------------------------------------------- | --------- | ------------------------------------------------ | ---------------------------------------------------- | ------------ | --------------------------------------------------------------------------- |
| Armenische Kirche                    | Це́рковь Свято́й Екатери́ны – храм Армянской апостольской церкви | 1771–1776 | am Newski-Prospekt                               | J. Felten                                            |              | klassizistischer Stil                                                       |
| Große Choral-Synagoge                | Санкт-Петербургская Большая Хоральная Синагога                | 1893/1909 | am Lermontow-Prospekt                            | I. Schaposchnikow, L. Bachmann, W. Stassow, L. Benua |              | 1930 geschlossen, 1978 rekonstruiert, u. a. für die Olympischen Spiele 1980 |
| Synagoge auf dem Jüdischen Friedhof  | Синагога на Еврейском кладбище                                | 1908      | auf dem Jüdischen Teil des Staatlichen Friedhofs | J. Gerwitz                                           | –            |                                                                             |
| St.-Petersburger-Kathedralen-Moschee | Санкт-Петербургская соборная и кафедральная Мечеть            | 1909–1913 | nahe der Metrostation Gorkowski                  | N. Wassiljewitsch, A. von Hogen                      |              | –                                                                           |
| Tibetisch-Buddhistische Tempel       | Санкт-Петербургский Буддийский Храм «Дацан Гунзэчойнэй»       | 1909–1915 | Primorski Prospekt                               | G. Baranowski, N. Roerich                            |              | im kanonisch-tibetischen Baustil                                            |